# Платформа General Motors H (RWD)
H-body — автомобильная платформа корпорации General Motors для малолитражных автомобилей, выпускавшаяся с 1971 по 1980 модельные годы. Поначалу платформа лежала в основе Chevrolet Vega и его аналога Pontiac Astre, а в 1975 году платформа расширилась до спортивных компактных автомобилей. Были добавлены такие модели, как Chevrolet Monza, Buick Skyhawk, Oldsmobile Starfire и Pontiac Sunbird. Автомобили на платформе H-body продавались почти исключительно в Северной Америке.
Компания General Motors приступила к модернизации основных модельных рядов. После перехода в 1980 году компактных автомобилей на платформе X-body на переднеприводную компоновку производство платформы H-body было прекращено в 1980 модельном году. В 1982 году заднеприводные автомобили на платформе H-body были заменены переднеприводными автомобилями на платформе J-body; хотя длина вновь была уменьшена, внутреннее пространство автомобилей на платформе J-body было увеличено в размерах.
В 1986—1999 годах название платформы H было возрождено для переднеприводных полноразмерных седанов подразделений Buick, Oldsmobile и Pontiac.

## Разработка
Хотя платформа H была разработана преимущественно для Chevrolet Vega, сама корпорация Chevrolet не занималась её созданием. Платформа H стала первой автомобильной архитектурой, разработанной централизованной командой дизайнеров и инженеров General Motors.
Разработка платформы H началась в 1968 году. Менее чем за два года компания GM намеревалась создать первый субкомпактный автомобиль весом менее 2000 фунтов, оснащённый полностью алюминиевым двигателем и стоившим столько же или меньше, чем Volkswagen Beetle; при этом основной упор делался на автоматизацию процесса сборки автомобиля.

## Описание

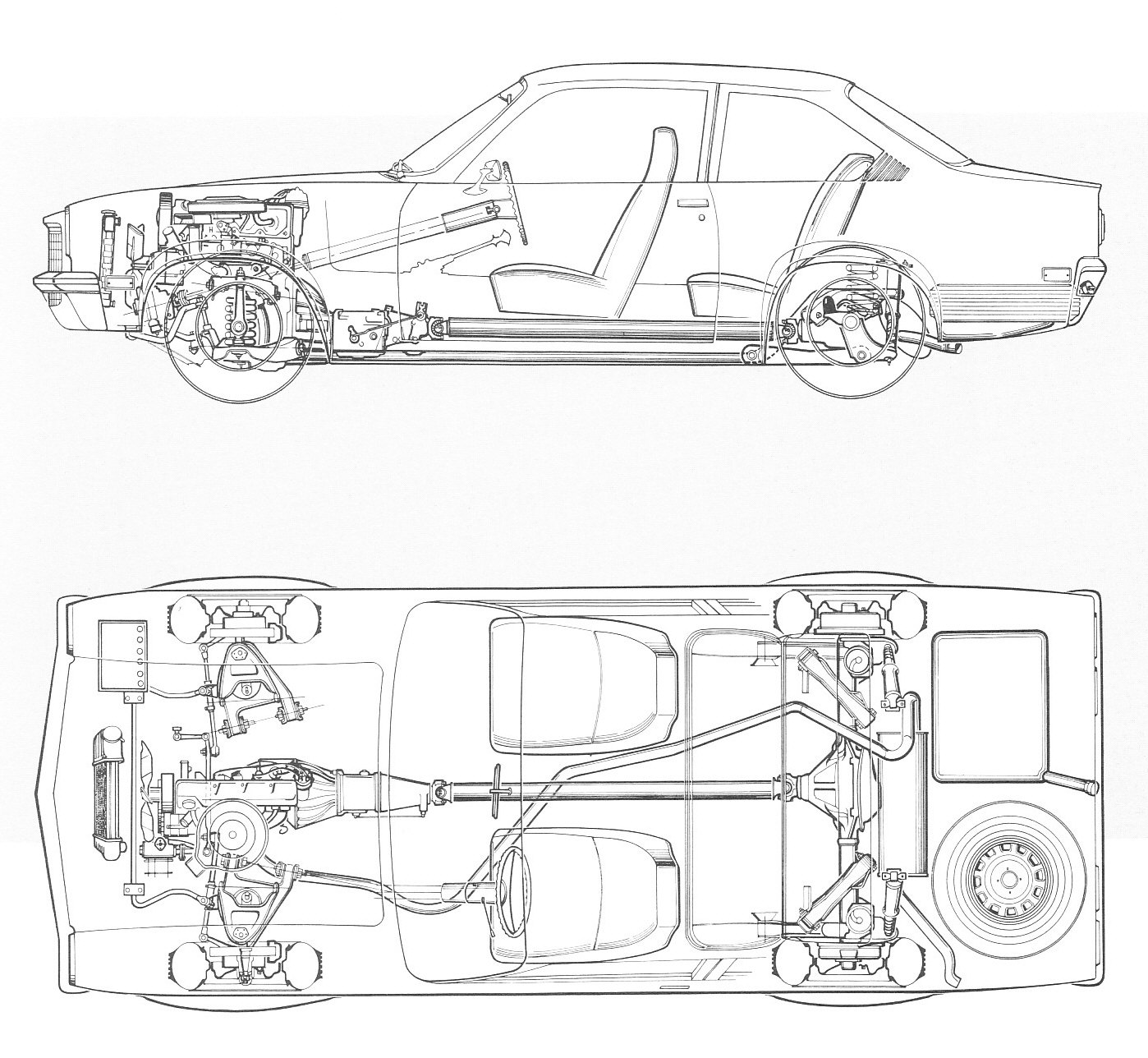
Размещение компонентов платформы H
Модель Vega Sedan

Компоновка автомобилей на платформе H — заднеприводная, длина колёсной базы — 97 дюймов. Предусмотрено применение передней подвески с неравной длиной А-образных рычагов и задней цельнолитой подвески с винтовыми пружинами.
Четвёртым символом в идентификационном номере транспортного средства (VIN) для автомобиля на платформе H-body является буква «H».

### Дизайн кузова
В 1971 году был представлен Chevrolet Vega в четырёх кузовах: двухдверный седан, трёхдверный хэтчбэк, трехдвёрный универсал и фургон. В 1973 году передний бампер был перемещен вперёд, а в 1974 году оба передних бампера подверглись редизайну.
Pontiac Astre, дебютировавший в 1973 году, отличался от Vega другим дизайном радиаторной решётки. Изначально он продавался исключительно в Канаде, а с 1975 года автомобиль продавался в США. 
В 1975 году, наряду с Buick Skyhawk и Oldsmobile Starfire, был представлен Chevrolet Monza в кузове трёхдверный хетчбэк. В течение 1975 модельного года автомобиль был представлен в кузове двухдверное купе. В 1976 году был представлен Pontiac Sunbird, разделяющий кузов купе с седаном Monza; хэтчбек Sunbird был представлен в 1976 году (Skyhawk и Starfire продавались только в кузове хетчбэк). 
В 1978 году модели Vega и Astre были сняты с производства и заменены моделями Monza и Sunbird. Выпуск платформы H-body был прекращён в 1980 году. 

### Моторизация
Chevrolet Vega был представлен с рядным четырёхцилиндровым двигателем Chevrolet объёмом 140 кубических дюймов. Блок цилиндров — алюминиевый, головка блока цилиндров — чугунная. Chevrolet Cosworth Vega был оснащён полностью алюминиевым рядным 4-цилиндровым двигателем объёмом 122 кубических дюйма, с двойными верхними распредвалами, 4 клапанами на цилиндр и системой электронного впрыска топлива. По состоянию на 1975 год было выпущено 5000 двигателей.
В 1975 году на Chevrolet Monza были установлены двигатели V8, которые не применялись в Vega и Astre. В том же году в платформу H-body был внедрён двигатель Buick V6 объёмом 231 кубический дюйм. В 1978 году рядный четырёхцилиндровый двигатель объёмом 140 кубических дюймов был заменён рядным четырёхцилиндровым двигателем объёмом 151 кубический дюйм, разработанным компанией Pontiac (позже известный как «Iron Duke»).
Помимо двигателя Cosworth Vega, платформа H послужила основой для разработки нескольких перспективных конструкций двигателей GM. В 1972 году прототип Vega, оснащённый производным от CERV I двигателем V8 объёмом 302 кубических дюйма с алюминиевым блоком цилиндров, прошёл испытания, но не был запущен в производство. Несмотря на участие Vega в разработке, роторно-поршневой двигатель GM Wankel (GMRCA) должен был стать ключевой особенностью хэтчбека Chevrolet Monza и его аналогов; после отмены проекта в 1974 году GMRCA был заменён двигателями Chevrolet V8 объёмом 262 и 305 кубических дюймов.

## Модельный ряд
| Годы производства | Модель              | Колёсная база | Следующая платформа |
| ----------------- | ------------------- | ------------- | ------------------- |
| 1971—1977         | Chevrolet Vega      | 2464 мм       |                     |
| 1973—1977         | Pontiac Astre       | 2464 мм       |                     |
| 1975—1980         | Chevrolet Monza     | 2464 мм       |                     |
| 1976—1980         | Pontiac Sunbird     | 2464 мм       | GM J                |
| 1975—1980         | Buick Skyhawk       | 2464 мм       | GM J                |
| 1975—1980         | Oldsmobile Starfire | 2464 мм       |                     |